# Taira no Tadanori

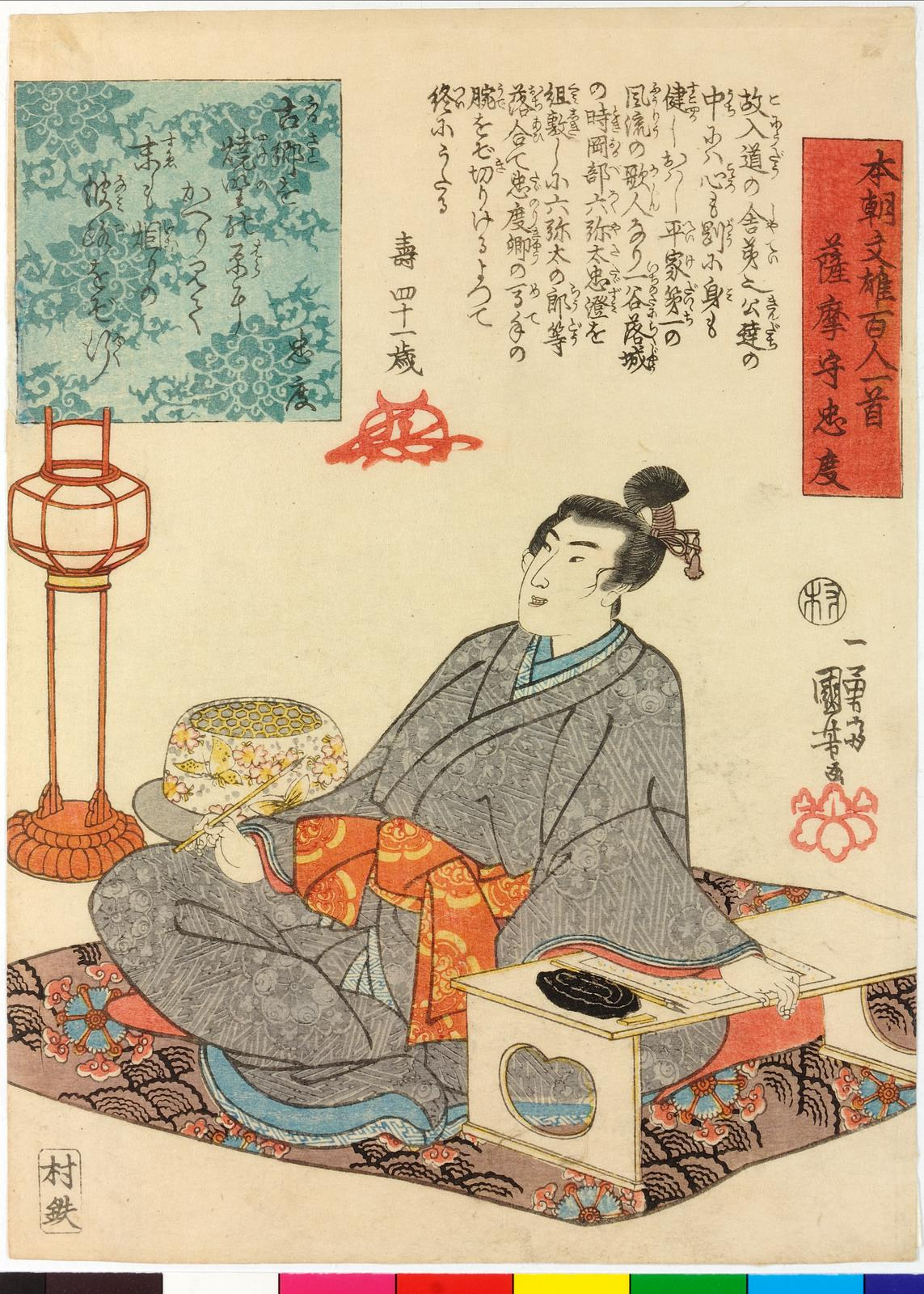
Taira no Tadanori

Taira no Tadanori (japanisch 平 忠度; geboren 1144; gestorben 18. März 1184 in Ichi-no-Tani (Provinz Settsu)) war ein japanischer Feldherr und Dichter der späten Heian-Zeit.

## Leben und Wirken
Taira no Tadanori war ein jüngerer Bruder des Klanoberhauptes der Taira, Taira no Kiyomori. Tadanori studierte Dichtkunst unter Fujiwara no Toshinari (1114–1204). Seine Mutter soll die Tochter von Fujiwara no Tametada (藤原為忠; 1095–1136) gewesen sein, aber Genaueres ist nicht bekannt. Sein höchster Rang am Hof war „Seishiige Satsuma no kami“ (正四位下 薩摩守).
Nach dem Ausbruch des Taira-Minamoto-Kriegs nahm Tadanori 1180 an der Schlacht von Fujikawa (富士川の戦), im folgenden Jahr an der Schlacht von Sunomatagawa (墨俣川の戦), an der Schlacht am Totamiyama (礪波山の戦) und an anderen Schlachten als General teil. 1184 wurde er von Okabe Rokuyata Tadasumi (岡部 六弥太忠澄; gest. 1197) in der Schlacht von Ichi-no-Tani getötet.
Tadanori war auch als Dichter berühmt und wurde in eine auf kaiserlichen Befehl kompilierte Gedichtsammlung (勅撰集, Chokusenshū) aufgenommen. Es gibt eine bekannte Anekdote, dass er seinem Lehrer Fujiwara no Toshinari einen Gedichtband anvertraute, als er 1183 (寿永2年) aus der Hauptstadt des Taira-Klans verbannt wurde. Unter den Gedichten ist „Leichte Wellen und die Hauptstadt von Shiga sind wohl Bergkirschblüten aus alter Zeit“ in der Sammlung „Senzaishū“ (千載集) als „Verfasser unbekannt“ aufgeführt. Darüber hinaus sind seine Gedichte als „Taira Tadanori Shū“ (平忠度集) im japanischen Gedichtsteil des „Gunsho ruijū“ (群書類従) erhalten.
Tadanori hatte einen Sohn namens Taira no Tadayuki.